# Střeň
Střeň je obec v okrese Olomouc v Olomouckém kraji. Žije zde 603 obyvatel. Obec leží CHKO Litovelské Pomoraví.

## Název
V úvahu připadá dvojí původ jména vesnice: 1) od stržeň ve významu „střední tok řeky, kde je voda nejhlubší a proud největší“, 2) od přívlastku trstěn („rákosový“) v němž by došlo k hláskovým změnám Trstěn > Třtěn > Střtěn > Střěn s měkkým zakončením podle nepřímých pádů (Střeně, Střeni apod.). Německé jméno Schrein je doloženo od počátku 18. století a vzniklo z českého Střeň.

## Historie
Nejstarší zmínka o obci se může nacházet v listině krále Václava I. z 1. září 1249 (Wstrene). Výklad tohoto pramene však není zcela nesporný. První písemnou zmínkou, která je skutečně prokazatelným dokladem o vsi Střeň, je patrně až zápis v knize půhonné a nálezové olomoucké cúdy z roku 1390 (de Wstrzenye).
- 1249 listina krále Václava poprvé uvádí jméno Střeň
- 1549 obec uváděna jako majetek kláštera Hradiska
- 1677 5 ze 16 usedlosti bylo v důsledku třicetileté války pustých, neobydlených
- 1718 postavena kaplička
- 1845 (20. srpna) založen sbor dobrovolných hasičů
- 1906 (28. června) požár zničil 28 domků
- 1911 (1. října) zřízena vlaková zastávka ve Střeni
- 1919 Lhota se odloučila od Střeně jako samostatná obec
- 1919 postaven pomník obětem první světové války
- 1938 (2. září) voda protrhla hráz a zaplavila obec
- 1939 dokončena stavba ochranných hrází kolem Střeně
- 1949 založeno Jednotné zemědělské družstvo
- 1954 při přestavbě odstraněna poslední došková střecha
- 1964 (9. května) slavnostní otevření kulturního domu
- 1967 stavba betonového mostu mezi Stření a Lhotou
- 1988 stavba veřejného vodovodu
- 1996 (7. dubna) pro kapli svěcen nový zvon Jiří
- 1997 (8. července) začaly zničující povodně
- 1998 celoplošné rozvedení telefonu v obci
- 1999 (21. srpna) oslavy 750 let obce Střeň

## Obyvatelstvo

### Struktura
Vývoj počtu obyvatel za celou obec i za jeho jednotlivé části uvádí tabulka níže, ve které se zobrazuje i příslušnost jednotlivých částí k obci či následné odtržení.
| Místní části   | Místní části | 1869 | 1880 | 1890 | 1900 | 1910 | 1921 | 1930 | 1950 | 1961 | 1970 | 1980 | 1991 | 2001 | 2011 | 2021 |
| -------------- | ------------ | ---- | ---- | ---- | ---- | ---- | ---- | ---- | ---- | ---- | ---- | ---- | ---- | ---- | ---- | ---- |
| Počet obyvatel | část Střeň   | 337  | 354  | 359  | 416  | 422  | 466  | 478  | 506  | 592  | 598  | 579  | 543  | 543  | 573  | 582  |
| Počet domů     | část Střeň   | 42   | 54   | 61   | 69   | 79   | 86   | 107  | 135  | 148  | 155  | 156  | 174  | 160  | 174  | 182  |

## Obecní správa
Mezi lety 1869–1950 Střeň byl obcí v okrese Litovel. V letech 1960–1992 patřil jako část obce k Náklu a od 1. ledna 1993 je opět samostatnou obcí v okrese Olomouc.

### Obecní symboly
Znak a vlajka byly obci uděleny rozhodnutím předsedy Poslanecké sněmovny Parlamentu České republiky dne 14. ledna 2000.

## Doprava
Vesnice leží na hlavní elektrizované železniční trati Česká Třebová – Přerov, na které leží stejnojmenná zastávka.

## Fotogalerie

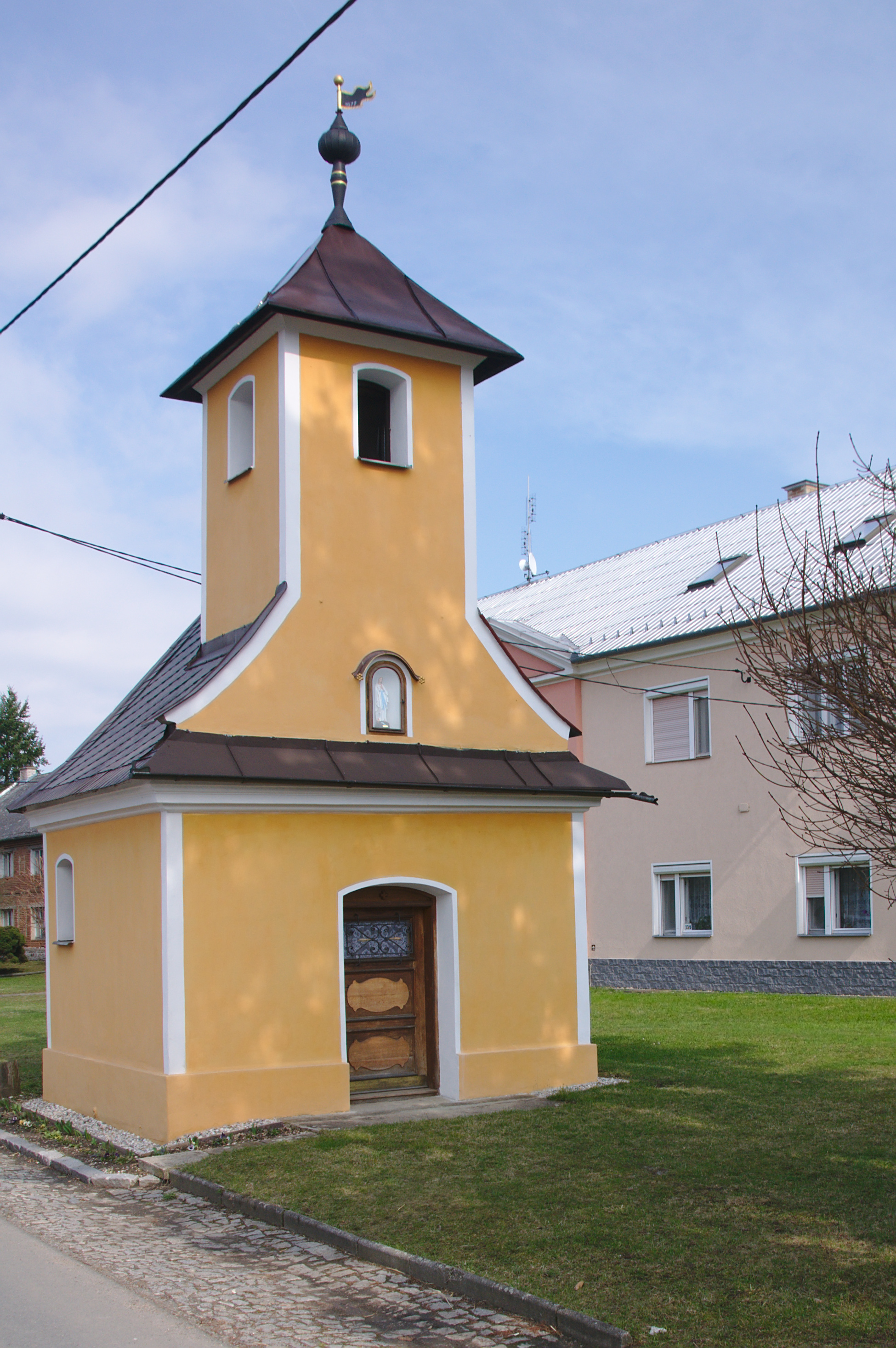
Kaple
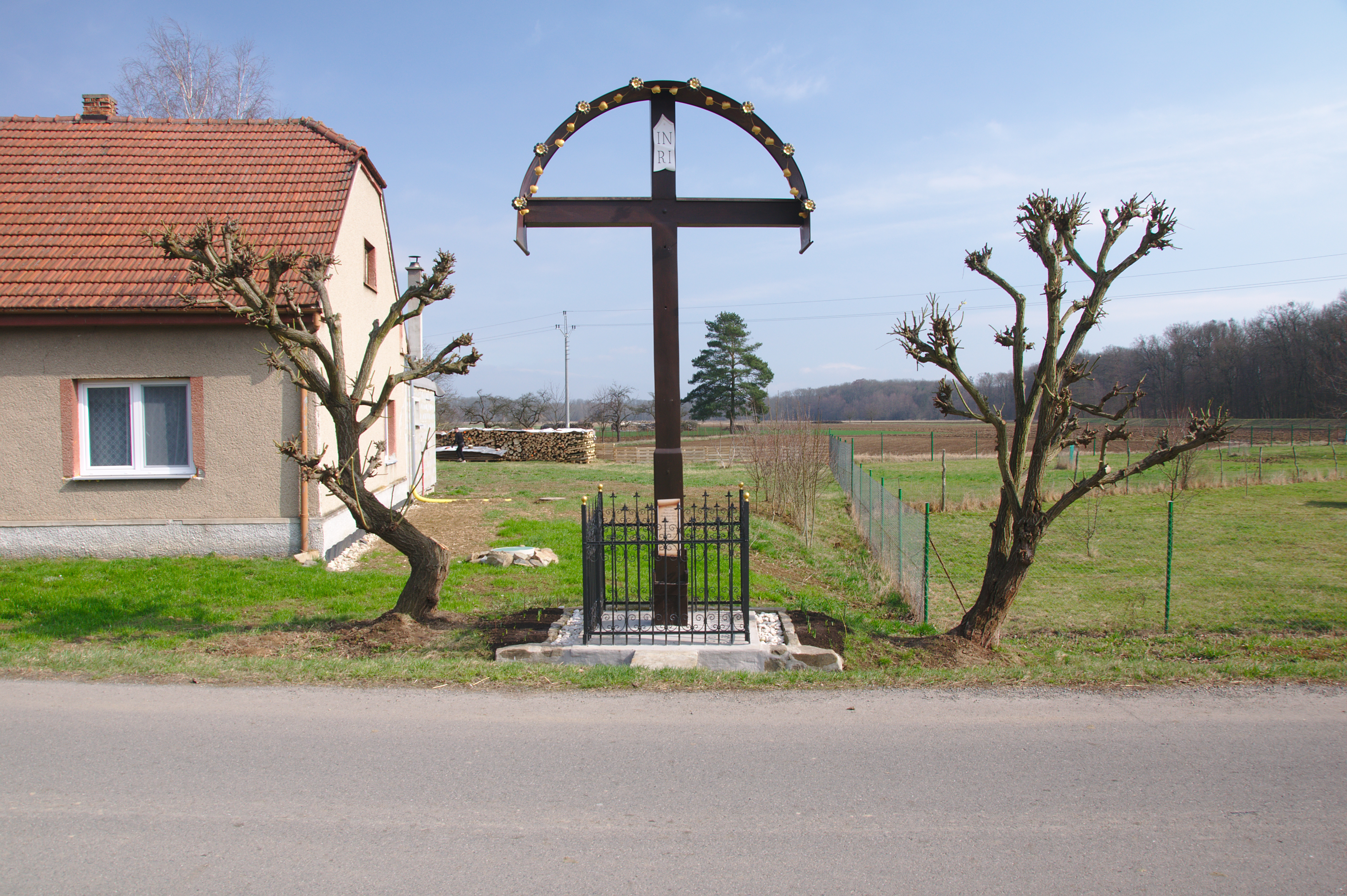
Kříž v jižní části obce
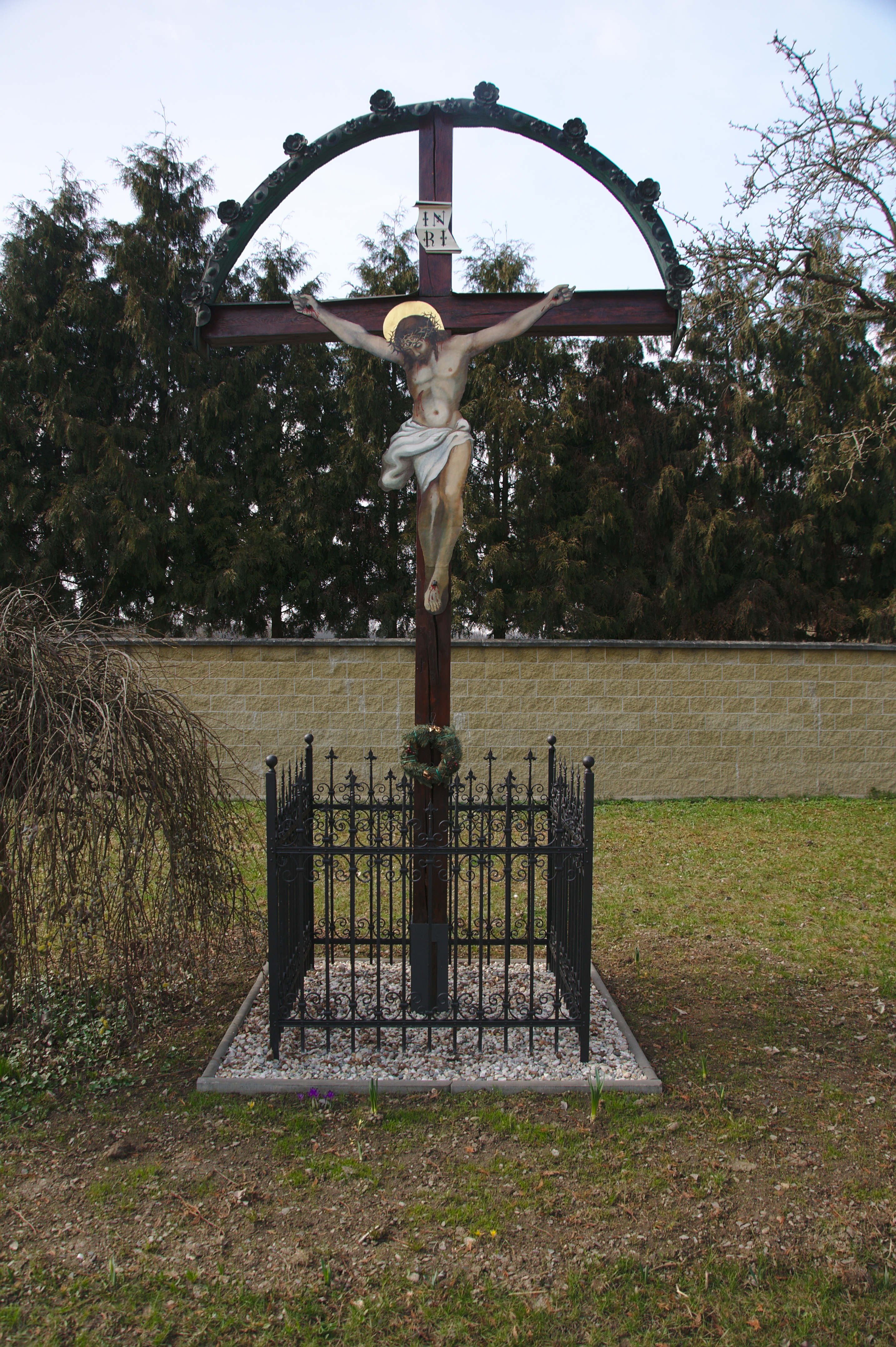
Kříž ve středu obce
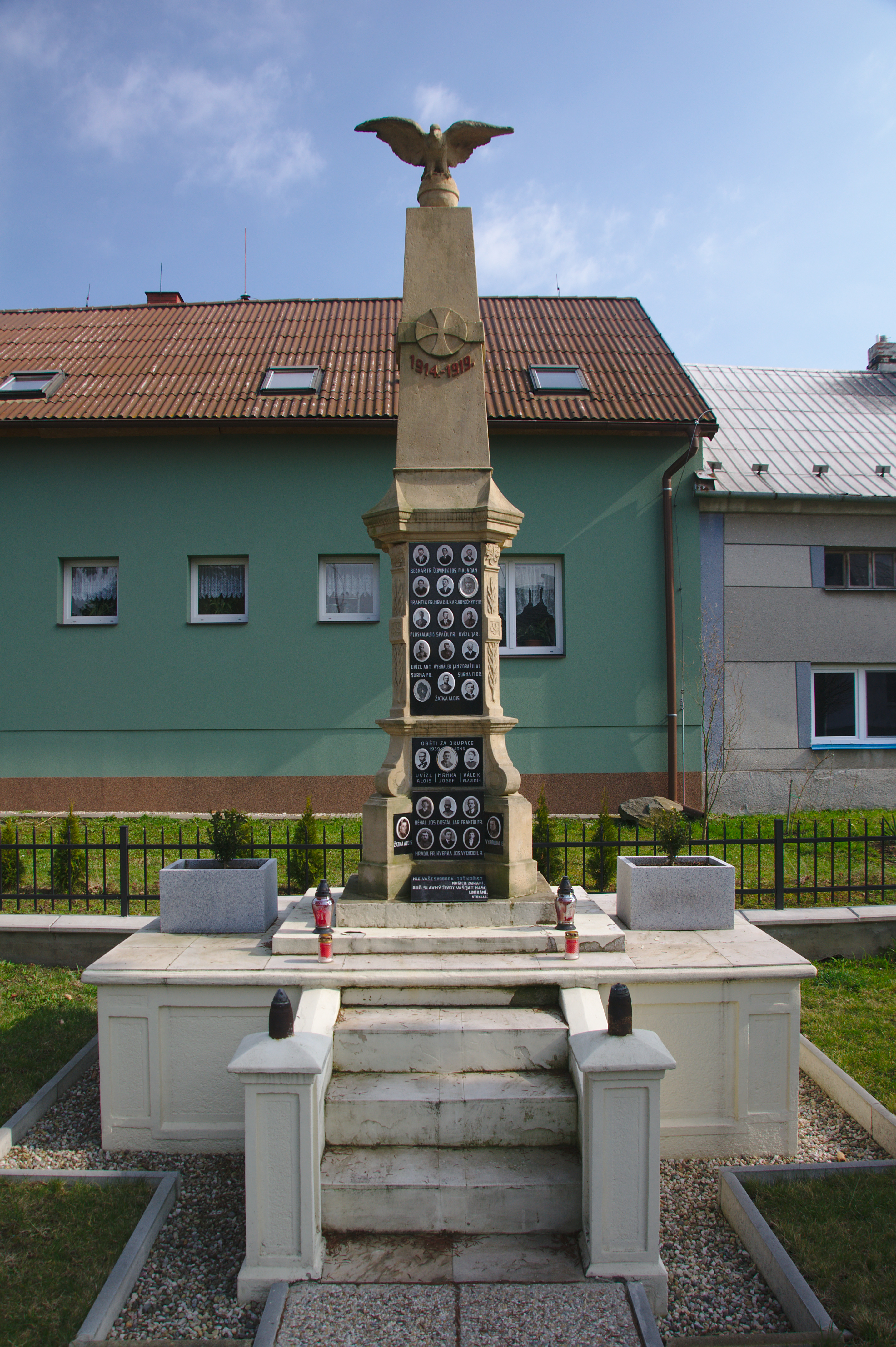
Památník obětem světových válek
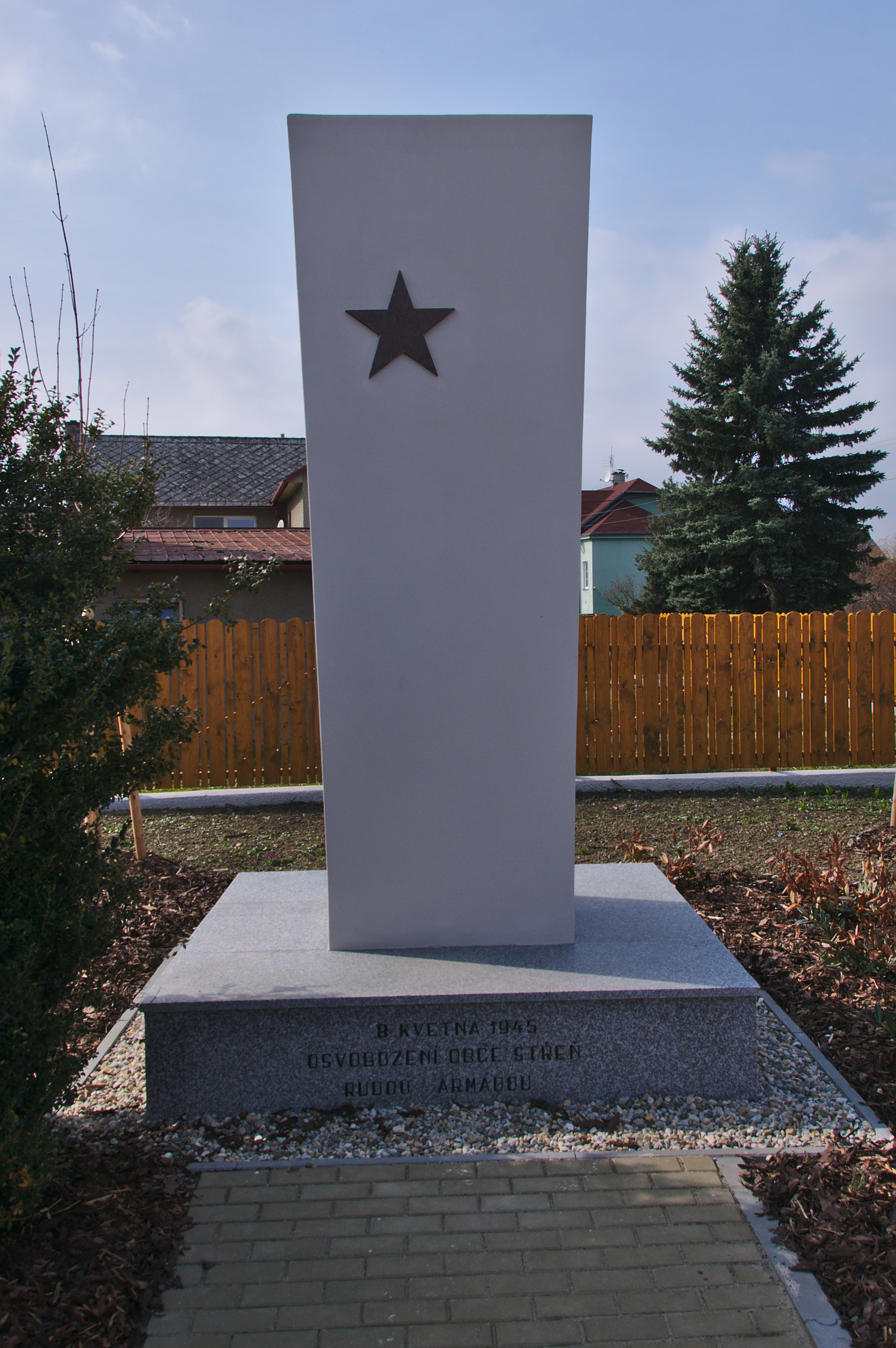
Památník osvobození obce Rudou armádou
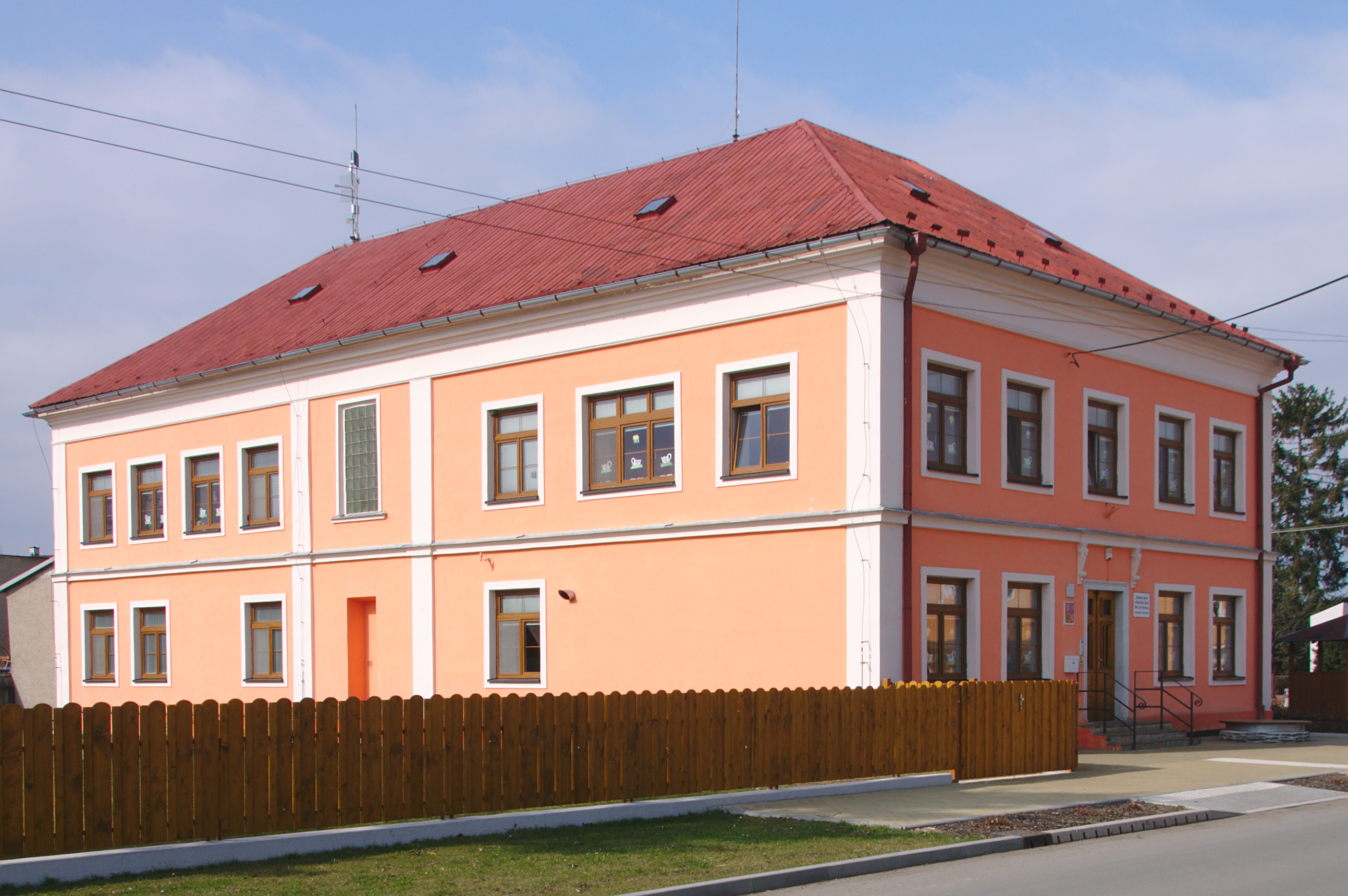
Škola a školka
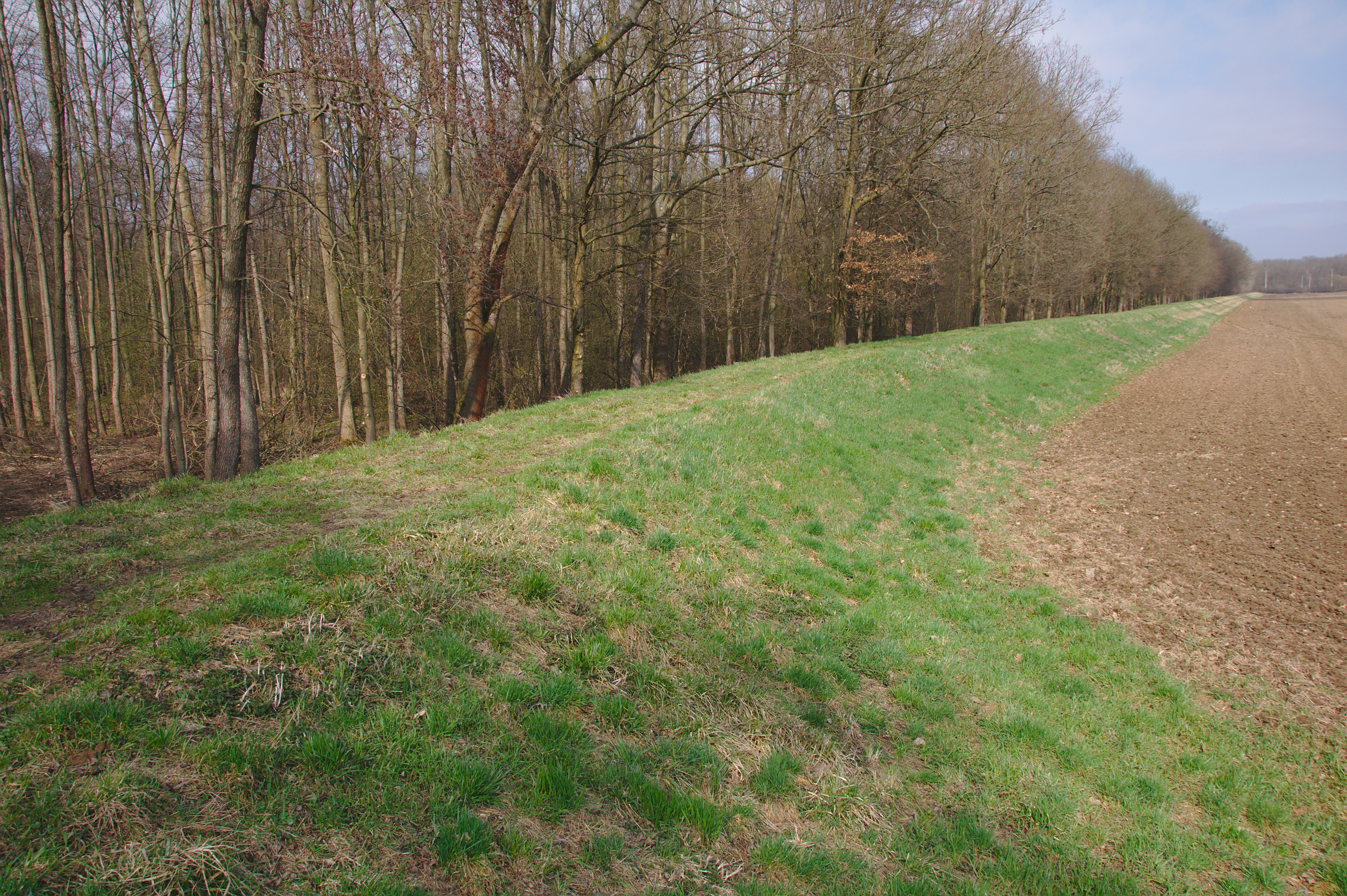
Protipovodňová hráz kolem obce